# Matthias Scheuring
Matthias „Matze“ Scheuring (* 27. Oktober 1957 in Kiel; † 12. Januar 2020 in Frankfurt am Main) war ein deutscher Schauspieler.

## Biographie
Ausgebildet wurde er an der Hochschule für Musik und Darstellende Kunst Frankfurt am Main.  Es folgten Engagements an Burgtheater (Wien), Schauspielhaus (Hamburg), Schauspielhaus Zürich, Staatstheater Stuttgart, Städtischen Bühnen (Frankfurt am Main) und Thalia Theater (Hamburg).
Bei Film und Fernsehen spielte er unter anderem in Polizeiruf 110, Tresko – Amigo Affaire, Der Schattenmann und Happy Birthday, Türke!.

## Filmografie (Auswahl)
- 1981: Fünf Flaschen für Angelika
- 1991: Happy Birthday, Türke!
- 1996: Der Schattenmann
- 2010: Der Bulle und das Landei – Tödliches Heimweh
- 2010: Tatort: Am Ende des Tages
- 2010: Morgen musst Du sterben
- 2011: Tatort – Das Dorf
- 2012: Puppe, Icke & der Dicke
- 2013: Tatort – Kaltblütig
- 2015: Tatort – Das Haus am Ende der Straße
- 2015:  Tatort – Wer bin ich?
- 2015: Anhedonia – Narzissmus als Narkose
- 2015: Tatort – Hinter dem Spiegel
- 2022: Jolly Rogers (Mittellangfilm)[3]